# 松尾祐輔
松尾 祐輔（まつお ゆうすけ、1982年1月5日 - ）は、日本のアニメーター、キャラクターデザイナー。 京都アニメーション出身。

## 来歴
京都アニメーションへ入社後、2005年に『フルメタル・パニック! The Second Raid』第8話「ジャングル・グルーブ」にて初の原画を担当する。その後、『涼宮ハルヒの憂鬱』、『Kanon』、『らき☆すた』などに参加し、2008年よりフリーランスとなる。
2010年、OVA版『ブラック★ロックシューター』で初のキャラクターデザインを担当し、それ以降は『ヤマノススメ』や『アイドルマスター シンデレラガールズ』などでキャラクターデザインを務めている。

## 参加作品

### テレビアニメ
2005年
- フルメタル・パニック! The Second Raid - 原画（8話・9話・13話）

2006年
- 涼宮ハルヒの憂鬱 - 原画（2話・3話・9話・13話）
- Kanon（2006年 - 2007年） - 原画（OP・ED・3話・7話・11話・15話・18話・19話・24話）

2007年
- らき☆すた - 原画（2話・8話・13話・14話・20話）

2008年
- 二十面相の娘 - 原画（8話）
- マクロスF - 原画（3話・5話・15話）
- かんなぎ - 作画監督（7話・13話）・原画（OP・1話・7話・13話・14話）
- ケメコデラックス! - 作画監督（2話）

2009年
- 咲-Saki- - 原画（5話・24話）

2010年
- ソ・ラ・ノ・ヲ・ト - 原画（1話）
- WORKING!! - 原画（2話）
- 戦国BASARA弐 - 原画（11話）
- 伝説の勇者の伝説 - 原画（15話）
- 侵略!イカ娘 - 原画（11話A）

2011年
- フラクタル - 作画監督・原画（5話）
- BLEACH - 原画（OP14）
- THE IDOLM@STER - 作画監督（2話・20話・25話）・原画/作画監督補佐（24話）・レイアウト（4話ED・5話ED）・原画（OP1・OP2・2話ED・3話ED・4話ED・5話ED・21話ED・2話・13話・20話・24話・25話・特別編）

2012年
- アクエリオンEVOL - 原画（13話）
- ゆるゆり♪♪ - ED作画監督/原画・原画（OP・1話・7話・11話）
- 武装神姫 - 原画（1話）

2013年
- ヤマノススメ - キャラクターデザイン・総作画監督・作画監督（ED1・1話・2話・5話・12話）・原画（1話・2話・5話）
- ハヤテのごとく! Cuties - 原画（11話）
- 恋愛ラボ - 原画（5話）

2014年
- ウィザード・バリスターズ 弁魔士セシル - 原画（1話）
- ヤマノススメ セカンドシーズン - キャラクターデザイン・総作画監督・作画監督（ED1）・原画（1話）
- クロスアンジュ 天使と竜の輪舞 - キャラクターコンセプト

2015年
- アイドルマスター シンデレラガールズ - キャラクターデザイン・作画監督

2016年
- 魔法少女なんてもういいですから。 - 原画（OP・12話）

2018年
- ヤマノススメ サードシーズン - キャラクターデザイン・総作画監督

2022年
- ヤマノススメ Next Summit - キャラクターデザイン
- Do It Yourself!! -どぅー・いっと・ゆあせるふ- - キャラクターデザイン・作画監督

2023年
- お兄ちゃんはおしまい! - 第1話エンドカードイラスト

2024年
- 姫様“拷問”の時間です - 原画（第9話）

時期未発表
- 上伊那ぼたん、酔へる姿は百合の花 - メインアニメーター（みやちと共同）

### 劇場アニメ
- ヱヴァンゲリヲン新劇場版:破（2009年、第二原画）
- 劇場版 マクロスF 虚空歌姫〜イツワリノウタヒメ〜（2009年、原画）
- 劇場版 マクロスF 恋離飛翼〜サヨナラノツバサ〜（2011年、原画）

### OVA
- フルメタル・パニック! The Second Raid 特別版OVA わりとヒマな戦隊長の一日（2006年、原画）
- ブラック★ロックシューター（2010年、キャラクターデザイン・作画監督・原画）
- 娘クリ Nyan×2 Music Clip（2010年、「ニンジーン Loves you yeah !」絵コンテ・演出・作画監督・原画）
- アラタなるセカイ（2012年、原画）
- ヤマノススメ おもいでプレゼント（2017年、キャラクターデザイン）

### イラスト
- THE IDOLM@STER ANIM@TION MASTER（2011年 - 2012年、CDジャケットイラスト）
- THE IDOLM@STER ANIM@TION MASTER 生っすかSPECIAL（2012年 - 2013年、CDジャケットイラスト）

### ゲーム
- テイルズ オブ バーサス（2009年、原画）
- THE IDOLM@STER SHINY FESTA（2012年、原画）